# Кальтенбруннер, Герд-Клаус
Герд-Клаус Кальтенбруннер (нем. Gerd-Klaus Kaltenbrunner; 23 февраля 1939, Вена — 12 апреля 2011, Лёррах) — австрийский философ консервативного направления.

## Биография
Кальтенбруннер изучал философию, право и государственные науки в Венском университете. В 1962 году он переехал в Германию, где, среди прочего, работал редактором в издательстве. С 1974 по 1988 год он издавал в издательстве Herder серию «Initiative», которую «Junge Freiheit» называла «одним из важнейших рупоров неоконсервативного мышления». После прекращения серии в 1988 году он жил как свободный писатель в Шварцвальде. Он был соучредителем Лихтенштейнского клуба ПЕН.
Кальтенбруннер публиковался в журналах «Zeitbühne», «Criticón», «Epoche», «Saka-Informationen», католически-традиционалистском журнале «Theologisches», «MUT» и «Junge Freiheit». Его последняя книга вышла в 1996 году. Последние годы жизни провел в полном уединении. Скончался 12 апреля 2011 года в Лёррахе, на юге Баден-Вюртемберга. Погребен на кладбище в Перхтольдсдорфе близ Вены.
В 2000 году Кальтенбруннер публично признался в поддержке седевакантизма, выступив по поводу публичного заявления мексиканского священнического союза «Тренто» под руководством епископа Мартина Давилы Гандара. В этом заявлении он дал рекомендации католикам, как вести религиозную жизнь в период долгой седевакантии (вакантности папского престола).

## Творчество
Кальтенбруннер стал известен в 1970-е годы как публицист и идеолог в консервативном политическом спектре. В 1972 году вышла его книга «Реконструкция консерватизма», которая являлась консервативным контрпроектом к движениям 1968 года. Его метаполитические идеи «эволюционного традиционализма» основывались на утопических концепциях «консервативной революции». Он также издавал серию «Initiative», привлекая к работе авторов разных взглядов. Эта серия затрагивала не только политические, но и культурные темы. В его публикациях 1980-х годов, таких как «Элита. Воспитание на крайний случай» (1984) и «Что такое немецкое? Неизбежность быть нацией» (1988), силён акцент на теме «нации», что привело к критике, например, со стороны политолога Клауса Леггеви.
В 1980-е годы Кальтенбруннер начал больше уделять внимание культуре, вдохновленный, в частности, Рихардом Николаусом фон Куденхове-Калерги, основателем панъевропейского движения. Опубликовал две трилогии: «Европа. Ее духовные источники в портретах двух тысячелетий» и «О духе Европы», посвященные европейским деятелям культуры.
С начала 1990-х годов Кальтенбруннер отошел от политических тем и сосредоточился на религиозной философии. Среди его значительных работ — книги «Его имя Иоанн» (1993) и «Дионисий Ареопагит» (1996), в которых он соединил различные философские и теологические концепции с целью создать целостное видение западно-христианской культуры.

## Сочинения
- Hegel und die Folgen. Freiburg 1970.
- Rekonstruktion des Konservatismus. Freiburg 1972.
- Konservatismus international. 1973.
- Der schwierige Konservatismus. 1975.
- Europa. Seine geistigen Quellen in Portraits aus zwei Jahrtausenden. Drei Bände, Heroldsberg bei Nürnberg 1981—1985.
- Elite. Erziehung für den Ernstfall. Asendorf 1984.
- Wege der Weltbewahrung. Asendorf 1985.
- Geheimgesellschaften und der Mythos der Weltverschwörung. Freiburg u. a. 1987.
- Vom Geist Europas. Drei Bände, Asendorf 1987—1992.
- Was ist deutsch? Die Unvermeidlichkeit, eine Nation zu sein. Asendorf 1988.
- Die Seherin von Dülmen und ihr Dichter-Chronist. Gersau 1992.
- Tacui. Gersau 1993.
- Johannes ist sein Name. Priesterkönig, Gralshüter, Traumgestalt. Zug/Schweiz 1993.
- Dionysius vom Areopag. Das Unergründliche, die Engel und das Eine. Zug/Schweiz 1996.
- Vom Geist Europas. Ursprünge und Porträts. 2 Bde., Graz 2019. (Kombinierter Teilreprint von Vom Geist Europas und Europa.)
- Трудный консерватизм. / Пер. с нем. Анатолий Иванов. — М.: Тотенбург, 2020. — 302 с. ISBN 978-5-9216-2351-4.